# Ейр (міфологія)
Ейр (давньосканд. Eir) — у скандинавській міфології богиня-цілителька, тому вона не має права завдавати фізичної шкоди.
Вона лікує усі хвороби та рани. В оповіді сказано, що будь-яка дівчина, яка дістанеться верхівки гори Ліфья, вилікується від будь-якої хвороби. Ейр з'явилася з дев'ятого соска Аудумли та є однією і старших богинь. Вона допомагала з'явитися на світ іншим асам. Її заступниками були Тор та Гед. Але не завжди: раніше вона ворогувала з асами-чоловіками, але незабаром їх примирила Сіф.
Перед посвяченням Ейрі, жриці мали омитися, не їсти м'яса, фруктів, не пити молока та алкоголю.